# Рябко Іван Іванович
Іва́н Іва́нович Рябко́ (нар. ? Олександрівка, Вознесенський район, Миколаївська область — пом. 3 березня 2022, Вознесенськ, Миколаївська область) — солдат Збройних сил України, загинув у ході російського вторгнення в Україну.
Загинув 2 березня 2022 року в боях за Вознесенськ на Миколаївщині.

## Нагороди
- орден «За мужність» III ступеня (2022, посмертно) — за особисту мужність під час виконання бойових завдань, самовіддані дії, виявлені у захисті державного суверенітету та територіальної цілісності України, вірність військовій присязі.